# Kierberg
Kierberg ist ein Stadtteil und zugleich Gemarkung der Stadt Brühl im Rhein-Erft-Kreis.

## Lage
Kierberg liegt im Nordwesten von Brühl im sogenannten Vorgebirge am mittleren Osthang der Ville und somit am Westrand der inneren Kölner Bucht im Süden von Nordrhein-Westfalen.
Im Norden geht Kierberg nahtlos in den benachbarten Brühler Stadtteil Vochem über. Im Osten und Süden grenzt Kierberg hingegen an die Brühler Innenstadt. Im Westen liegt schließlich der Brühler Stadtteil Heide, von Kierberg durch die Benden und den Siegesbach mit seinem kleinen Wasserfall getrennt.
Am äußeren Westrand Kierbergs verläuft der Naturpark Rheinland mit den dazugehörigen Wäldern und Seen. Während der Gruhlsee noch auf Kierberger Gebiet liegt, bildet der Bleibtreusee die natürliche Grenze zur Stadt Hürth mit ihrem Stadtteil Knapsack.
Die Innenstadt Kölns liegt rund zehn Kilometer von Kierberg entfernt.

## Geschichte

### Römerzeit
Bevölkert wurde das Areal des heutigen Stadtteiles von Brühl, wie der Großteil des fruchtbaren Vorgebirges, sehr wahrscheinlich bereits in der Jungsteinzeit. Die ältesten erhaltenen Menschenfunde stammen jedoch aus der Römerzeit, in der mehrere Trassen zwischen Bonn und Köln durch das heutige Kierberg verliefen.

### Frankenzeit
Nachweislich besiedelt wurde Kierberg erstmals von den Franken während der Herrschaft der Merowinger. Die Ursprünge des heutigen Ortes gehen auf das 7. Jahrhundert zurück, in dem unter dem Kölner Bischof Kunibert der Fronhof Merreche (abgeleitet von curtis in myrica, deutsch Hof in der Heide) aus dem fränkischen Königsgut dem Bistum Köln geschenkt wurde. Aus diesem frühen Namen entwickelten sich später auch die Bezeichnungen Meregge, Merrechte und Merrich.
Nach dem Bau einer ersten Kapelle und einer späteren Kirche auf dem höchsten Punkt des Ortes, entstand der Flurname Kyrbergh. Dieser sollte sich später zum heutigen Ortsnamen Kierberg entwickeln.

### Mittelalter
Im 12. Jahrhundert wurde der Fronhof Merreche zu einem Rittergut ausgebaut. Eine Urkunde von 1231 belegt in diesem Zusammenhang den Ort als Sitz des Ritters Hermann, Sohn Lamberts von Merreche, und des Weiteren ein unterhalb Merrches gelegenes Kloster. In der gleichen Urkunde wird auch die Bezeichnung Marienbende bei Merrege benutzt.
Rund um das Rittergut waren, wie im restlichen Vorgebirge, vorwiegend Rebstock angelegt. Der in Merreche angebaute Wein wurde anschließend von den Winzern nach Köln und Bonn veräußert. Aus den unverkauften Restbeständen wurde für die lokale Bevölkerung der sogenannte Bleichert hergestellt, ein blassrötlicher Wein.
1242 eroberte und plünderte Graf Wilhelm von Jülich mit den kaiserlichen Truppen die Stadt Bonn. Als er auf seinem Rückzug offenbar sorglos in der Nähe Brühls übernachtete, wurde er von den Truppen des kölnischen Erzbischofs Konrad von Hochstaden überrascht und geschlagen. Diese Schlacht soll bei Merreche stattgefunden haben.

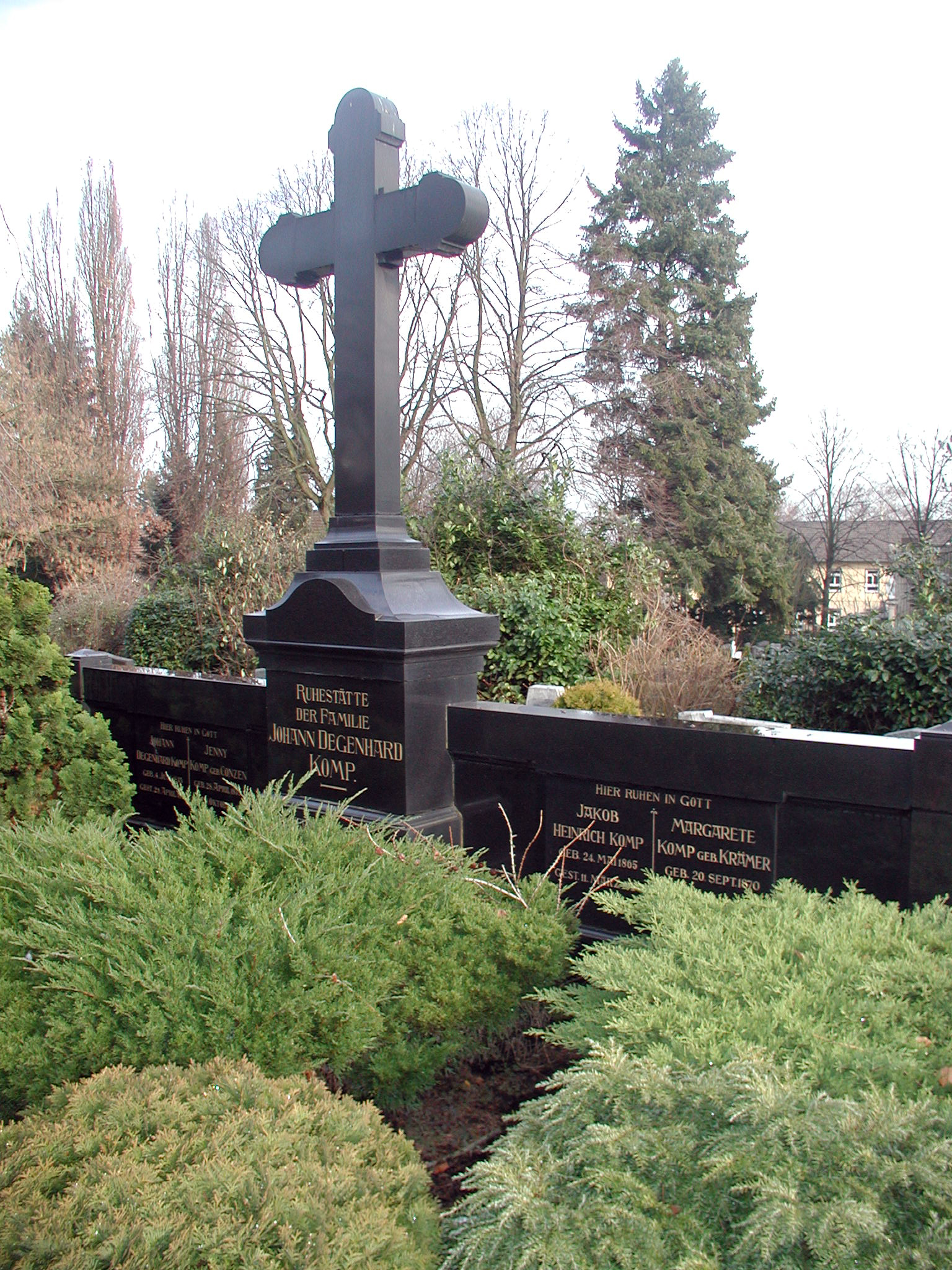
Familiengrab Komp, auf dem alten Kirchhof in Vochem.

In der Urkunde Testes exauditi von 1304 ist von einer Kapelle zu Meregge die Rede, die mit der Kirche in Brühl und Vochem zur Mutterkirche Kendenich in heutigen Stadt Hürth gehörte, 1324 wurde schließlich von Kyrbergh sowie Aufm Kirchberg gesprochen. In einem anderen Dokument des Fronhofes zu Vochem verwendete man 1577 anlässlich eines Pachtvertrages für eine Mühle die weiter abgewandelte Form Merrich. Nach Theodor Lacomblet war der Eigentümer dieses fronhofes Degenhard Komp (das Bild zeigt sein Grab).
Im Zuge der Stadtgründung Brühls und seiner Befestigung zogen die Bewohner von Merreche mehrheitlich in den Schutz der erzbischöflichen Burg, so dass die Gemarkung annähernd wüst fiel. 1635 gab es auf dem Gebiet des heutigen Kierberg nur noch einen Hof der Pfarre Sankt Margareta, das Kierbeger Gütchen, den Karthäuserhof, drei bewohnte Kotten und die Mühlen im Siegesbachtal. Laut einer Rechnung aus von 1696 wurde die als verwahrlost bezeichnete Kapelle von Grund auf bis auf das Dach in Fachwerk neu aufgebaut. 1733 wurde sie mit einem neuen Bodenbelag versehen. Um die Mitte des 18. Jahrhunderts standen im Ort lediglich 35 Häuser.

### 19. Jahrhundert

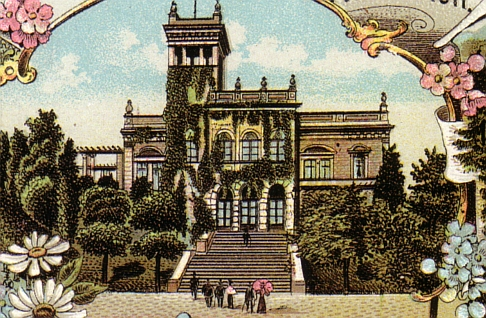
Kaiserbahnhof Kierberg im 19. Jahrhundert

Bedeutsam wurde der Ort erst im Zeitalter der Industrialisierung. Die Bezeichnung Kierberg erschien erstmals 1821 im Zusammenhang mit der preußischen Katasteraufnahme. 1875 wurde die Eifelstrecke zwischen Köln und Euskirchen eröffnet, die den Ort seit dem in einem tiefen Graben durchschneidet. Kierberg erhielt einen eigenen Haltepunkt, der als Kaiserbahnhof besonders prachtvoll gestaltet wurde, da Kaiser Wilhelm I. von hier zu den Manöverplätzen in der Eifel fuhr. Über die Kaiserstraße konnte er anschließend das Stadtzentrum von Brühl mit dem Schloss Augustusburg erreichen, wo er nächtigte.

### 20. und 21. Jahrhundert

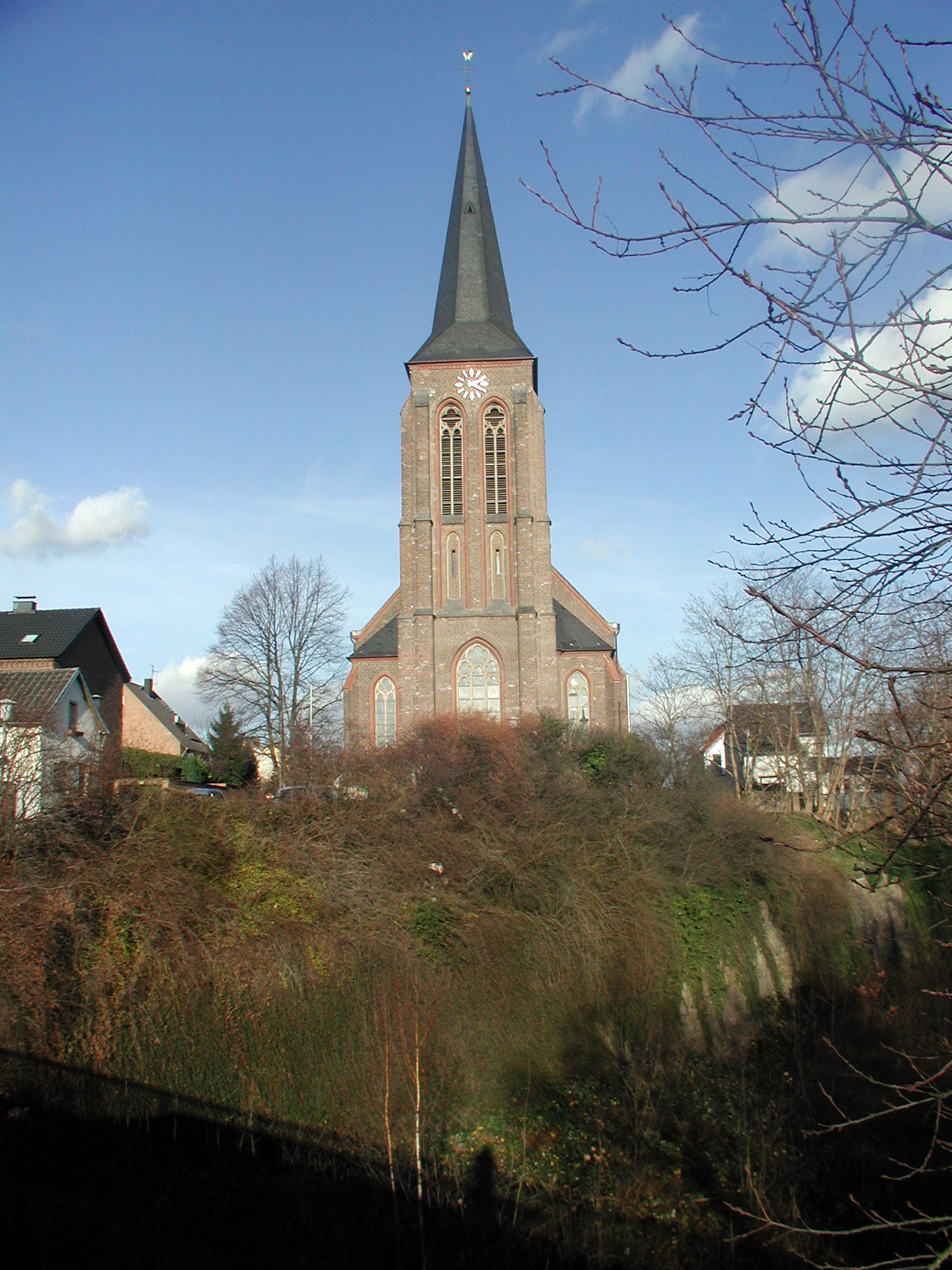
Pfarrkirche Sankt Servatius

Kierbergs neuere Geschichte wurde vor allem durch den Braunkohletagebau geprägt. Die Einwohnerzahl verdoppelte sich um die Jahrhundertwende zum 20. Jahrhundert, 1910 zählte der Ort 2594 Einwohner. Neben prachtvollen Bürgervillen entlang der Kaiserstraße entstanden Arbeitersiedlungen für die Beschäftigten des Braunkohletagebaus und der Brikettfabriken im Rheinischen Braunkohlerevier. Im 21. Jahrhundert wurden die Gruben rekultiviert und die Brikettfabriken abgerissen.

## Schulen
Die Regenbogenschule an der Kaiserstraße wurde 2019 durch die Zusammenlegung der Melanchthonschule mit der Katholischen Grundschule in Vochem gegründet. Es ist eine dreizügige Schule des Gemeinsamen Lernens u. a. mit den Schwerpunkten Vielfalt und digitales Lernen. Am Standort in Kierberg werden die Klassen 1 und 2, in Vochem die Klassen 3 und 4 unterrichtet. Der Schulbezirk der in Kierberg ursprünglich evangelischen Schule mit dem Namenspatron Melanchthon erstreckt sich auf die Stadtteile Heide, Kierberg und Vochem und umfasst das Stadtgebiet nördlich des Schulbezirks der innerstädtischen Astrid-Lindgren-Schule, Rodderweg, und nordwestlich des Schulbezirks der Martin-Luther-Schule an der Bonnstraße.
Die Barbaraschule (am Mühlenbach) wurde 1968 als katholische Grundschule Kierberg gegründet. Ihren Namen erhielt sie nach der heiligen Barbara, der Schutzpatronin der Bergarbeiter, da die ehemals vom Braunkohletagebau geprägten Stadtteile Kierberg und Heide ihr Einzugsgebiet bilden. Im Gebäude der Barbaraschule ist seit Ende 2002 das Archiv der Stadt Brühl untergebracht.

## Bauwerke

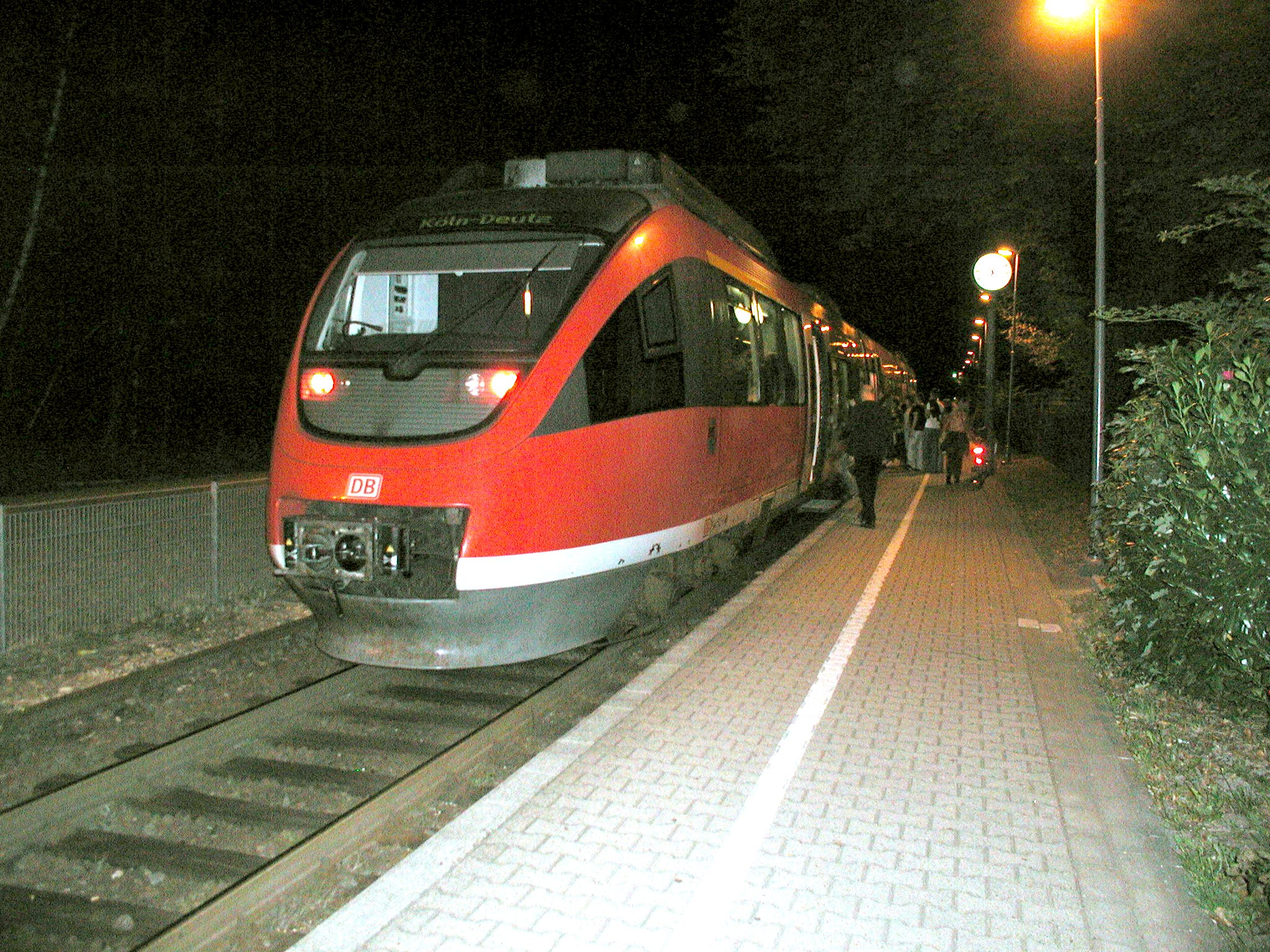
Bahnstation Kaiserbahnhof, Brühl-Kierberg, 21. Jahrhundert

- katholische Pfarrkirche St. Servatius, genannt Arbeiterdom: Die neugotische Hallenkirche entstand in den Jahren 1903 bis 1904 nach Plänen des Architekten Alfred Tepe. Sie ersetzte einen Vorgängerbau aus dem 14. Jahrhundert. Neben den neugotischen Fenstern ist insbesondere ein Altar aus dem 17. Jahrhundert sehenswert, der den Aposteln Matthias und Jakobus gewidmet ist. Ein Volksaltar stammt vom Sürther Bildhauer Theo Heiermann.
- Kaiserbahnhof von 1875, im 21. Jahrhundert gastronomisch genutzt
- Der Kierberger Bahnhofspark ist eine Grünanlage, die in den 1870er-Jahren gemeinsam mit dem Bahnhofsgebäude entstand. Neben altem Baumbestand steht dort unter anderem eine Plastik aus der Zeit um 1900, die den Raub der Persephone zeigt. Sie wird im Volksmund „Bläcker Mann“ genannt.[4][5]
- Entlang der Kaiserstraße stehen zahlreiche Gebäude unter Denkmalschutz

## Schienenverkehr
Der Haltepunkt Brühl-Kierberg (bis 2016 nur Kierberg) liegt an der Eifelstrecke (Köln–Euskirchen–Gerolstein–Trier), auf der im Schienenpersonennahverkehr die Regionalbahn RB 24 Köln–Euskirchen–Kall, in der Hauptverkehrszeit bis Gerolstein, verkehrt.

## Persönlichkeiten
- Franz Wilhelm Koenigs (1881–1941), in Kierberg geborener deutsch-niederländischer Bankier und Kunstsammler